# Francesco Rivera
Francesco Rivera ist ein italienischer Straßenradrennfahrer.
Francesco Rivera wurde 2002 Dritter beim Chrono Champenois. In der Saison 2004 wurde er italienischer Meister im Einzelzeitfahren der U23-Klasse. 2006 wurde er jeweils Zweiter bei den Eintagesrennen Isola Vicentina und Firenze-Modena.
2006 wurde Rivera für ein Jahr wegen Dopings gesperrt. Schon 2005 waren bei ihm auffällige Blutwerte festgestellt worden, und er hatte deshalb eine 45-tägige Schutzsperre bekommen.
2008 belegte Rivera den dritten Platz bei der Trofeo Internazionale Bastianelli. Ab der Saison 2009 wird Rivera für das italienische Professional Continental Team Knauf-Endeka an den Start gehen.

## Erfolge
2004
- Italienischer Meister – Einzelzeitfahren (U23)

## Teams
- 2009 Amica Chips-Knauf